# Bajo profundo

Rango de voz del bajo profundo (do_{2}–do_{4}), indicado en un teclado de piano con el Do central señalado por un punto.

En música, basso profondo (del italiano, bajo profundo, también transcrito como basso profundo) es el subtipo de voz con el rango vocal más bajo.
Mientras que el New Grove Dictionary of Opera define un bajo típico como el que tiene un rango limitado al segundo mi por debajo del do medio (un mi2), se puede recurrir al bajo profundo operístico para cantar un do bajo (do2). En ocasiones, los compositores corales utilizan notas más bajas, como un sol1 o incluso el fa1. En casos tan raros, el coro se basa en bajos de rango excepcionalmente profundo llamados oktavistas u octavistas y que a veces cantan una octava por debajo de la parte del bajo.

## Definición

Rango de voz del basso profundo de acuerdo con la definición italiana.

Según la definición clásica italiana, cualquier cantante que pueda realizar un mi♭2 fortissimo es un bajo profundo. Los compositores italianos consideraron bajos profundos con registros amplios aquellos que tenían un rango que abarcaba desde mi2 hasta mi4, más grave que los bajos típicos. Si bien requiere un registro más amplio, se le da especial importancia a la calidad de la amplitud, así como a la resonancia y a la sonoridad.

## Oktavista
Se denomina oktavista u octavista a un bajo excepcionalmente profundo. Son típicos de la música coral ortodoxa rusa. Este tipo de voz tiene un rango vocal que se extiende desde un la1 (una octava por debajo del rango del barítono) y a veces hasta fa1. Algunos de los oktavistas con registros más graves como Mikhail Zlatopolsky o Alexander Ort pueden llegar hasta un do1.
Si bien las notas más graves como si♭1 o sol1 son utilizadas principalmente por compositores eslavos, en ocasiones también recurren a ellas otros compositores. Por su parte, los compositores rusos no suelen hacer distinciones entre un bajo profundo y un octavista.
Debido a que la voz humana suele tardar mucho en desarrollarse y crecer, las notas bajas suelen sonar más resonantes y llenas a medida que el cantante ha envejecido considerablemente. Esto hace que a menudo los octavistas sean hombres de mayor edad.
Grupos a capela como Pentatonix o Home Free tienen este tipo de voz (siendo los bajos de ambos grupos Avi Kaplan (ya retirado) y Tim Foust, respectivamente).